# Discografia de Kid Rock
A discografia de Kid Rock, consiste em sete álbuns de estúdio, um álbum ao vivo, uma coletânea, trinta singles, dezanove vídeoclipes, nove participações em bandas sonoras e quatro participações em álbuns de tributo. 

## Álbuns de estúdio
| Ano                                                        | Detalhes                                                 | Posições | Posições | Posições | Posições | Posições | Posições | Certificações           |
| Ano                                                        | Detalhes                                                 | US       | US Rock  | CAN      | AUS      | AUT      | UK       | Certificações           |
| ---------------------------------------------------------- | -------------------------------------------------------- | -------- | -------- | -------- | -------- | -------- | -------- | ----------------------- |
| 1990                                                       | Grits Sandwiches for Breakfast - Gravadora: Jive Records | 173      | —        | —        | —        | —        | —        |                         |
| 1993                                                       | The Polyfuze Method - Gravadora: Continuum Records       | —        | —        | —        | —        | —        | —        |                         |
| 1996                                                       | Early Mornin' Stoned Pimp - Gravadora: Top Dog           | —        | —        | —        | —        | —        | —        |                         |
| 1998                                                       | Devil Without a Cause - Gravadora: Lava/Atlantic/Top Dog | 4        | 24       | 11       | —        | 28       | 45       | - CAN: 4× Platina       |
| 2001                                                       | Cocky - Gravadora: Atlantic Records                      | 3        | —        | 15       | 21       | 10       | —        | - CAN: 2× Platina       |
| 2003                                                       | Kid Rock - Gravadora: Atlantic Records                   | 8        | —        | 25       | —        | —        | —        | - CAN: Ouro             |
| 2007                                                       | Rock N Roll Jesus - Gravadora: Atlantic Records          | 1        | 1        | 4        | 9        | 2        | 4        | - ALE: Ouro             |
| 2010                                                       | Born Free - Formato: CD                                  | 5        | —        | 11       | 63       | 7        | 139      | - EUA: Ouro - CAN: Ouro |
| "—" não chegou às paradas ou não foi lançado nessa região. |                                                          |          |          |          |          |          |          |                         |

## Ao vivo
| Ano  | Detalhes                                   | Posições | Posições |
| Ano  | Detalhes                                   | EUA      | CAN      |
| ---- | ------------------------------------------ | -------- | -------- |
| 2006 | Live Trucker - Gravadora: Atlantic Records | 12       | 50       |

## Compilações
| Ano  | Detalhes                                          | Posições | Posições | Posições | Certificações     |
| Ano  | Detalhes                                          | EUA      | CAN      | AUT      | Certificações     |
| ---- | ------------------------------------------------- | -------- | -------- | -------- | ----------------- |
| 2000 | The History of Rock - Gravadora: Atlantic Records | 2        | 3        | 13       | - CAN: 2× Platina |

## Singles
| Ano                        | Single                                           | Posições | Posições | Posições | Posições   | Posições | Posições | Posições | Posições | Posições | Posições | Posições | Álbum                 |
| Ano                        | Single                                           | US       | US Main  | US Alt   | US Country | US AC    | AUS      | CAN      | CAN Alt  | HOL      | ALE      | UK       | Álbum                 |
| -------------------------- | ------------------------------------------------ | -------- | -------- | -------- | ---------- | -------- | -------- | -------- | -------- | -------- | -------- | -------- | --------------------- |
| 1998                       | "Welcome 2 the Party (Ode 2 the Old School)"     | —        | —        | —        | —          | —        | —        | —        | —        | —        | —        | —        | Devil Without a Cause |
| 1999                       | "I Am the Bullgod"                               | —        | 31       | —        | —          | —        | —        | —        | —        | —        | —        | —        | Devil Without a Cause |
| 1999                       | "Bawitdaba"                                      | 104      | 11       | 10       | —          | —        | —        | —        | —        | 84       | 84       | 41       | Devil Without a Cause |
| 1999                       | "Cowboy"                                         | 82       | 10       | 5        | —          | —        | —        | —        | —        | —        | —        | 36       | Devil Without a Cause |
| 2000                       | "Only God Knows Why"                             | 19       | 5        | 13       | —          | 23       | —        | 13       | 3        | —        | 96       | —        | Devil Without a Cause |
| 2000                       | "Wasting Time"                                   | —        | 35       | —        | —          | —        | —        | —        | —        | —        | —        | —        | Devil Without a Cause |
| 2000                       | "American Bad Ass"                               | —        | 20       | 33       | —          | —        | —        | —        | 24       | 81       | 26       | 25       | The History of Rock   |
| 2001                       | "Forever"                                        | 104      | 18       | 21       | —          | —        | 27       | —        | —        | 75       | 52       | —        | Cocky                 |
| 2002                       | "Lonely Road of Faith"                           | —        | 15       | —        | —          | —        | —        | —        | —        | —        | —        | —        | Cocky                 |
| 2002                       | "You Never Met a Motherfucker Quite Like Me"     | —        | 32       | —        | —          | —        | —        | —        | —        | —        | —        | —        | Cocky                 |
| 2002                       | "Picture" (com Sheryl Crow ou Allison Moorer)[A] | 4        | —        | —        | 21         | 17       | —        | 2        | —        | —        | —        | —        | Cocky                 |
| 2003                       | "Feel Like Makin' Love"                          | —        | 33       | —        | —          | —        | —        | —        | —        | —        | —        | —        | Kid Rock              |
| 2004                       | "Cold and Empty"                                 | —        | —        | —        | —          | 20       | —        | —        | —        | —        | —        | —        | Kid Rock              |
| 2004                       | "Jackson, Mississippi"                           | —        | 14       | —        | —          | —        | —        | —        | —        | —        | —        | —        | Kid Rock              |
| 2004                       | "I Am"                                           | —        | 28       | —        | —          | —        | —        | —        | —        | —        | —        | —        | Kid Rock              |
| 2004                       | "Single Father"                                  | —        | —        | —        | 50         | —        | —        | —        | —        | —        | —        | —        | Kid Rock              |
| 2007                       | "So Hott"                                        | —        | 2        | 13       | —          | —        | —        | —        | —        | —        | —        | —        | Rock N Roll Jesus     |
| 2007                       | "Amen"                                           | —        | 11       | 27       | —          | —        | —        | —        | —        | —        | —        | —        | Rock N Roll Jesus     |
| 2008                       | "All Summer Long"[B]                             | 23       | 17       | 38       | 4          | 14       | 1        | 12       | —        | 7        | 1        | 1        | Rock N Roll Jesus     |
| 2008                       | "Roll On"                                        | —        | —        | —        | —          | —        | 67       | —        | —        | —        | 59       | —        | Rock N Roll Jesus     |
| 2008                       | "Rock N Roll Jesus"                              | —        | 34       | —        | —          | —        | —        | —        | —        | —        | —        | —        | Rock N Roll Jesus     |
| 2009                       | "Blue Jeans and a Rosary"                        | —        | —        | —        | 50         | —        | —        | —        | —        | —        | —        | —        | Rock N Roll Jesus     |
| "—" não chegou às paradas. |                                                  |          |          |          |            |          |          |          |          |          |          |          |                       |

### Como convidado
| 2007                       | "Rock Star"     | R. Kelly (com Ludacris)  | —   | 54 | —  | —  | Double Up                                                                              |
| 2009                       | "From the D"    | Trick Trick (com Eminem) | —   | —  | 65 | —  | Trick Trick Mixtape                                                                    |
| 2010                       | "Lean on Me"    | Sheryl Crow, Keith Urban | 47  | —  | —  | 11 | Hope for Haiti Now                                                                     |
| 2010                       | "Can't You See" | Zac Brown Band           | 111 | —  | —  | —  | Pass The Jar: Zac Brown Band and Friends Live from the Fabulous Fox Theatre In Atlanta |
| 2010                       | "Good to Be Me" | Uncle Kracker            | —   | —  | —  | —  | Happy Hour                                                                             |
| "—" não chegou às tabelas. |                 |                          |     |    |    |    |                                                                                        |

Notas
- A^ Apenas a versão de Sheryl Crow está incluída em Cocky. As versões das duas artistas contam como uma para as paradas. A canção é certificada Ouro nos Estados Unidos.[9] Atingiu o nº 78 no Brasil.
- B^ "All Summer Long" atingiu igualmente o nº 6 da Canadian CHR Chart, o nº 4 da Canadian Country Chart, o nº 1 da Canadian Hot AC e o nº 16 da Pop 100. Atingiu o nº 1 na Áustria, Austrália, Suíça, Suécia e Irlanda, e o nº 2 na Holanda. Atingiu também o nº 4 na Turquia, o nº 7 na Itália e o nº 14 na França.

## Convidado

### Álbuns
| Ano  | Música                                                                   | Álbum                           |
| ---- | ------------------------------------------------------------------------ | ------------------------------- |
| 1992 | "Is That You" (Insane Clown Posse com Kid Rock)                          | Carnival of Carnage             |
| 1992 | "Armeggedon" (Champtown com Kid Rock)                                    | Check Your Head EP              |
| 1997 | "It's My Party (Live)" (Howling Diablos com Kid Rock e Joe C.)           | It's My Party EP                |
| 1997 | "Patterns" (Jason Krause e Scott Krause com Kid Rock)                    | The Paradox Expierment EP       |
| 1999 | "School of Old" (Run-D.M.C. com Kid Rock)                                | Crown Royal                     |
| 1999 | "Just Don't Give A Fuck" (Eminem com Kid Rock)                           | Slim Shady LP                   |
| 1999 | "New Skin (Remix) (Methods of Mayhem com Kid Rock)                       | Methods of Mayhem               |
| 1999 | "Naked Women and Beer" (Hank Williams, Jr. com Kid Rock)                 | Stormy                          |
| 1999 | "No Women,No Cry" (Murder 1 com Kid Rock)                                | American Junkie                 |
| 2000 | "Higher and Tramp 2" (Robert Bradley's Blackwater Surprise com Kid Rock) | Time to Discover                |
| 2000 | "Heaven" (Uncle Kracker com Kid Rock e Paradime)                         | Double Wide                     |
| 2000 | "Drinkin Wine Spo Dee Dee" (Howling Diablos com Kid Rock)                | A Legacy to Sun Records         |
| 2000 | "Cowboy" (Neptune's Remix) (The Neptunes com Kid Rock)                   | Cowboy (Neptune's Remix) Single |
| 2001 | "The F-Word" (Hank Williams, Jr. com Kid Rock)                           | Almeria Club Recordings         |
| 2001 | "Last Stand in Open Country" (Willie Nelson com Kid Rock)                | The Great Divide                |
| 2002 | "Bully Jones" (Ao vivo) (Alison Moorer com Kid Rock)                     | Show                            |
| 2003 | "Gimmie Back My Bullets" (Lynyrd Skynyrd com Kid Rock)                   | Vicious Cycle                   |
| 2004 | "Foul Moulf" (Paradime com Kid Rock)                                     | 11 Steps Down                   |
| 2004 | "Spank" (Kenny Wayne Sheppard com Kid Rock)                              | The Place You're In             |
| 2004 | "My Name Is Robert Too" (R. L. Burnside com Kid Rock)                    | A Bothered Mind                 |
| 2005 | "The Other Side of Me" (Gretchen Wilson com Kid Rock)                    | All Jacked Up                   |
| 2005 | "Rock This Honky Tonk" (Troy Olsen com Kid Rock)                         | Troy Olsen                      |
| 2005 | "The Way It Should Be" (Hemigod com Kid Rock)                            | All the Kings Horses            |
| 2006 | "Real Mean Bottle" (Bob Seger com Kid Rock)                              | Face the Promise                |
| 2006 | "Honky Tonk Women" (Jerry Lee Lewis com Kid Rock)                        | Last Man Standing               |
| 2007 | "Rock Star" (R. Kelly com Ludacris e Kid Rock)                           | Double Up                       |
| 2008 | "2 Getha 4 Eva " (Trick-Trick com Kid Rock, Proof e Esham)               | The Villain                     |
| 2008 | "Warrior "                                                               | National Guard Tribute          |
| 2009 | "From The D " Eminem com Kid Rock e Trick Trick                          |                                 |
| 2010 | "Lean on Me" Sheryl Crow, Kid Rock e Keith Urban                         | Hope for Haiti Now              |

### Bandas sonoras
| Ano  | Música                                                                       | Álbum                          |
| ---- | ---------------------------------------------------------------------------- | ------------------------------ |
| 1999 | "Fuck Off"                                                                   | Strangeland                    |
| 1999 | "Warm Winter"                                                                | The Crow Salvation             |
| 1999 | "Kyle's Momma Is a Big Fat Bitch"                                            | South Park                     |
| 1999 | "Fuck That"                                                                  | Um Domingo Qualquer            |
| 1999 | "F.M.A. ft Midori"                                                           | Deep Porn Soundtrack           |
| 2000 | "Bawitdaba" (Lower Than You Remix)                                           | Ready to Rumble                |
| 2000 | "Early Morning Stoned Pimp"                                                  | Road Trip                      |
| 2000 | "Blast"                                                                      | WCW Mayhem                     |
| 2000 | "Bitches (Kid Rock Cock Rock Mix)"                                           | Mindless Self Indulgence       |
| 2001 | "Cool Daddy Cool"                                                            | Osmosis Jones                  |
| 2002 | "Saturday Night's Alright for Fighting" (com Chad Kroeger e Dimebag Darrell) | Charlie Angels 2:Full Throttle |
| 2002 | "Legs"                                                                       | WWE Forceable Entry            |